# Ash (Alien)
(Le ultime parole di Ash rivolto a Ripley, Parker e Lambert.)
Ash è un personaggio del film Alien, nel ruolo dell'ufficiale scientifico sulla nave cargo USCSS Nostromo, che viene infestata da uno Xenomorfo proveniente da LV-426. Ash funge anche da antagonista secondario della storia in quanto si rivela un agente segreto androide della compagnia Weyland-Yutani, incaricato di portare l'alieno da loro per essere studiato e sfruttato a fini militari.

## Ideazione ed evoluzione
Originariamente, il personaggio di Ash non era presente nelle prime stesure del copione di Alien a cura di Dan O'Bannon e Ronald Shusett, fu aggiunto da Walter Hill e David Giler quando fecero delle revisioni non accreditate. O'Bannon riteneva l'inclusione di Ash superflua, mentre Shusett la trovò geniale.
Quando Ian Holm fu contattato per la parte, Ridley Scott gli spiegò che l'idea del suo personaggio era ispirata a quella di HAL 9000 da 2001: Odissea nello spazio, desiderava che nella storia fosse incluso l'aspetto del computer madre, ma in una estensione di esso, scomposto in una personificazione umana. Holm era innervosito sul modo in cui avrebbe dovuto interpretare una "persona robot", e Scott gli disse: "Io penso che Ash debba essere realistico, comportarsi come una persona realistica, vale la stessa cosa per il mostro. Il realismo lo farà funzionare, non l'aspetto fantastico."
Holm racconta che quella direzione lo preoccupò, desiderava la parte non appena gli era stata offerta, ma solitamente preferiva immedesimarsi nei personaggi che interpretava in una maniera che gli permetteva di adottare le loro maniere e aspetti senza che sembrino una mera imitazione, quindi un personaggio come Ash gli richiedeva una "non-direzione", dichiarando: "Credo che Scott intendeva dire che in qualche modo avrei dovuto ripiegarmi in me stesso ed essere 'umano' in quella maniera. Accettai la parte e rimuginai sul modo in cui farlo. A quell'epoca ero bravo a rimuginare. Parte del problema era che passavo troppo tempo con i miei pensieri e mi imbattevo negli specchi poco lusinghieri che essi fornivano. E avevo tutto il tempo per pensare."

## Apparizioni

### Saga canonica

#### Alien(1979)
Quando la Weyland-Yutani captò un misterioso segnale proveniente da LV-426 (all'epoca inesplorato), decisero di rimpiazzare l'ufficiale scientifico della nave cargo Nostromo (che sarebbe passata presso il planetoide durante il suo viaggio tra il pianeta Thedus e la Terra) con Ash, dandogli il compito di recuperare qualsiasi forma di vita aliena che avrebbe potuto essere scoperta sul corpo celeste. Ash celò con successo la propria natura artificiale mettendosi in ipersonno con l'equipaggio del Nostromo.
Anche il computer di bordo MU/TH/UR 6000 fu manomesso dalla Compagnia, facendo sembrare il segnale da LV-426 un SOS. Quando l'equipaggio venne risvegliato per rispondere alla richiesta d'aiuto, Ash li convinse a intervenire citando una clausola nel loro contratto che lo imponeva. Se si fossero rifiutati, infatti, avrebbero perso la paga. Solo più tardi il tenente Ellen Ripley analizzò il segnale più a fondo scoprendo che non era una richiesta d'aiuto ma una specie di avvertimento, ma a quel punto il capitano Dallas e altri due membri dell'equipaggio erano già giunti sull'antico relitto alieno che emanava il segnale.
Quando il membro Kane fu riportato a bordo dopo essere stato infettato da un Facehugger, Ash ignorò Ripley e permise al parassita l'ingresso all'astronave senza applicare il protocollo di quarantena. Da quel momento in poi, Ash difese l'alieno furtivamente, impedendo al capo-tecnico Parker di accoltellarlo durante la sua nascita (permettendogli di scappare inoltrandosi nelle profondità del Nostromo), procurando attrezzature poco efficaci per fermarlo e fingendo di stare "ancora confrontando" i dati su di esso. A seguito delle morti di Brett e di Dallas e frustrata dall'apparente incapacità di Ash, Ripley consultò MOTHER risalendo all'Ordine Particolare 937, che impone a Ash di ritenere l'equipaggio sacrificabile per conservare l'alieno.
Una volta scoperto, Ash considera Ripley un intralcio alla sua missione, le impedisce di scappare e la picchia con la sua forza sovrumana prima di tentare di ucciderla cercando di soffocarla con un giornaletto pornografico, ma viene fermato dall'intervento di Parker e di Lambert. Nella lotta Parker rivela la natura robotica di Ash decapitandolo con ripetuti colpi di estintore. Ciò nonostante il corpo di Ash riprende a lottare con Parker finché Lambert non lo folgora con un pungolo elettrico.
Dopo lo scontro, Ripley riattiva la testa di Ash per interrogarlo nella speranza di trarre qualsiasi informazione che potesse aiutarli nella lotta contro l'alieno, ma Ash si limita a deridere i sopravvissuti, sostenendo che si tratti di un essere perfetto e inarrestabile. Ripley disattiva Ash e ordina di abbandonare la nave dopo aver impostato l'autodistruzione. Parker, infuriato dalle provocazioni di Ash e dal tradimento della Compagnia, incenerisce i resti dell'androide con un lanciafiamme.
Il tradimento di Ash ha fatto sviluppare in Ripley un intenso odio verso gli androidi, come dimostrato quando incontra Bishop durante la missione di ritorno a LV-426. Le azioni di Ash a bordo del Nostromo resero Ripley diffidente anche nei confronti della Weyland-Yutani in generale, in particolare quando le azioni di Ash vennero considerate un malfunzionamento.

#### Alien: Out of the Shadows(2014)
A metà del romanzo, viene rivelato che Ash ha segretamente scaricato la propria programmazione nel Narcissus, la capsula di salvataggio di Ripley, mantenendola alla deriva per trentasette anni, finché non rilevò la richiesta di soccorso inviata dalla nave mineraria DSMO Marion e reindirizzò la navetta di Ripley per intercettarla, sperando di proseguire la sua missione per acquisire un esemplare di Xenomorfo per la Weyland-Yutani. Subito dopo essere arrivata alla Marion, Ripley viene a sapere della sopravvivenza di Ash. Durante l'incidente a bordo della Marion e sul pianeta LV-178 sottostante, Ash continua a complottare contro i sopravvissuti. Dopo aver appreso che un membro della Marion, Karen Sneddon, era stata infettata, Ash pianificò di organizzare la morte del resto dell'equipaggio, sperando che Karen si sarebbe messa in ipersonno a bordo del Narcissus, permettendogli di condurre l'embrione di Xenomorfo sulla Terra. Tuttavia, Karen si suicidò prima che Ash potesse mettere in atto il suo piano.
Con i suoi piani per recuperare uno Xenomorfo andati in fumo, Ash apparentemente impazzisce per via degli anni trascorsi da solo a bordo della Narcissus e pianifica di riprendere il suo viaggio alla deriva con Ripley, verso la quale crede di avere sviluppato un legame intimo. Tuttavia, prima che la navetta lasciasse la Marion, Ash fu finalmente distrutto dall'ingegnere capo Chris Hooper, che riuscì a cancellare il suo programma dal mainframe del Narcissus usando un virus informatico. Durante i suoi ultimi istanti, Ash registrò un rapporto finale della missione per la Weyland-Yutani, realizzando tra sé e sé di avere composto l'equivalente di un diario personale poiché i suoi messaggi non hanno mai raggiunto la Compagnia. Con Ash eliminato, Ripley riprese la rotta verso la Terra per altri vent'anni prima di essere soccorsa, come visto in Aliens - Scontro finale.
Nell'adattamento audio del libro, Ash è stato interpretato da Rutger Hauer e in esso viene aggiunta la spiegazione di avere una voce diversa per via dei computer della Seegson (una compagnia rivale della Weyland-Yutani) a bordo della Marion con i quali comunica dopo essersi scaricato in essi.

#### Alien: Isolation - Equipaggio Sacrificabile(2014)
Ispirato a una scena eliminata del film originale, questo contenuto scaricabile per il videogioco Alien: Isolation mostra un capitolo aggiuntivo ambientato poco dopo la morte di Brett. L'equipaggio del Nostromo si rende conto di avere a che fare con un essere più pericoloso di quanto si fossero aspettati, e formulano un piano per attirarlo nella chiusa d'aria usando come esca il giocatore (che può scegliere di operare nei panni di Ripley, Dallas o Parker) per poi intrappolarlo ed espellerlo fuori nello spazio.
Ash assiste nella missione chiudendo il portello di ciascun condotto d'aria attraversato dal giocatore, che va incontro al cadavere di Brett, per poi proseguire entrando nel serbatoio dell'aria principale, dove Lambert lo assiste quando il suo rilevatore di movimento malfunziona, e lo informa che anche l'alieno è nelle vicinanze. Una volta raggiunto il ponte inferiore, Ash afferma di potersi collegare ai sistemi della chiusa d'aria dal suo terminale, e dice al giocatore di nascondersi dall'alieno poiché ci impiegherà un po' per farlo aprire. Quando l'alieno entra nella camera stagna, però, l'interruttore per la chiusura del compartimento non funziona e Ash dice che sta succedendo qualcosa di strano (chiaramente mentendo poiché sta aiutando l'alieno sabotando i piani di eliminarlo) e un allarme improvviso spaventa lo Xenomorfo facendolo fuggire dalla trappola, tramortendo il giocatore al suo passaggio. Ash è presente di persona quando si riprende, e spiega che deve esserci stato un problema nel sistema che non potevano prevedere, per poi allontanarsi.
Il DLC termina mostrando una panoramica del laboratorio medico del Nostromo, con la voce di Ash che ripete il suo monologo finale dal film riguardo la perfezione dell'alieno e l'ammirazione che prova per la sua purezza.

#### Alien: Romulus(2024)
Un sintetico dallo stesso aspetto e modello di Ash, chiamato "Rook", svolge un ruolo simile da antagonista secondario del film. Rook è l'ufficiale scientifico della base spaziale Remus-Romulus, sulla quale fu condotto lo Xenomorfo sopravvissuto alla detonazione del Nostromo, per compiere delle ricerche su di esso, riuscendo a trarne un liquido nero mutageno simile all'arma degli Ingegneri, che viene chiamato Z-01 o "Fuoco di Prometeo", e anche a clonare molteplici Facehugger. Tuttavia, lo Xenomorfo si riprese e massacrò il personale della base per poi lasciare un grosso nido generando altri Xenomorfi dopo la sua sconfitta, durante la quale sanguinò una grossa e letale quantità di sangue acido che uccise i membri della sicurezza e disciolse Rook per metà danneggiando sia lui che tutta la base.
La Remus-Romulus andò alla deriva nello spazio finché non entrò in rotta di collisione verso gli anelli planetari di LV-410. Rook viene recuperato da un gruppo di giovani coloni che vogliono fuggire dal pianeta rubando capsule di ipersonno e carburante dalla base spaziale condannata. A differenza di Ash, Rook odia lo Xenomorfo ritenendolo una creatura troppo pericolosa e indomabile da controllare e cerca di aiutare il gruppo a scappare, pur continuando a rispettare la direttiva di preservare il Fuoco di Prometeo per la Compagnia allo scopo di accelerare l'evoluzione umana e permettere ai loro coloni e lavoratori di adeguarsi agli ambienti ostili più in fretta. Rook invia un resoconto riguardante il composto alieno al quartier generale della Compagnia, indicando di venire alla colonia di Jackson's Star per recuperarlo e svolgere ulteriore sviluppo.
Al termine di una brutale lotta per la sopravvivenza, i coloni rimasti riescono a scappare dalla base spaziale prima dell'impatto con gli anelli. Rain Carradine disinserisce il comando a distanza di Rook sulla loro navetta spaziale rifiutando di consegnare il Z-01 alla Weyland-Yutani e inizia il viaggio verso un pianeta indipendente dal loro controllo, lasciando che Rook e tutta la base vengano distrutti dagli anelli di LV-410.